# Mycena alphitophora
Mycena alphitophora es una especie de hongo basidiomicetos,  de la familia Mycenaceae, perteneciente al género Mycena.

## Sinónimos
- Agaricus alphitophorus  (Berk, 1877)
- Mycena osmundicola  (J.E. Lange, 1914)
- Mycena osmundicola  (A. Pearson, 1952)
- Mycena osmundicola subsp. imleriana  (Kühner, 1938)
- Prunulus alphitophorus  (Murrill, 1916)